# جورنالز (ألبوم)
جورنالز (بالإنجليزية: Journals) (بالعربية: دفتر يوميات) هو ثانى ألبوم تجميعي لفنان التسجيل الكندى جاستن بيبر. تم إصداره في 23 ديسمبر، 2013، من قبل آيلاند ريكوردز.

## روابط خارجية
- جورنالز على موقع أول موفي (الإنجليزية)